# 867
Évszázadok: 8. század – 9. század – 10. század
Évtizedek: 810-es évek – 820-as évek – 830-as évek – 840-es évek – 850-es évek – 860-as évek – 870-es évek – 880-as évek – 890-es évek – 900-as évek – 910-es évek
Évek: 862 – 863 – 864 – 865 –  866 – 867 – 868 – 869 – 870 – 871 – 872

## Események

### Európa
- III. Mikhaél bizánci császár viszonya megromlik korábbi barátjával és uralkodótársával, Makedóniai Baszileiosszal. Mikor a császár azzal fenyegetőzik, hogy helyére új kegyencét, Baszilikianoszt nevezi ki uralkodótársnak, Baszileiosz egy este rokonaival betör a császár hálószobájába és a részegen alvó Mikhaélt, valamint az őt őrző Baszilikianoszt is meggyilkolják. A birodalom trónját Baszileiosz foglalja el, aki megalapítja a Makedón-dinasztiát.
- I. Borisz bolgár kán arra kéri I. Miklós pápát, hogy a hozzá küldött követét, Formosus portói püspököt nevezze ki országa érsekévé, de a pápa elutasítja a kérést. Eközben Phótiosz konstantinápolyi pátriárka zsinatot hív össze, ahol kiátkozzák I. Miklóst, elítélik beavatkozását a bulgáriai missziós munkába, valamint azt, hogy hittérítői a Hiszekegy-be beszúrták a filioque szót.
- A Nyugattal kibékülni kívánó Baszileiosz császár leváltja Phótioszt és visszahelyezi a pátriárkai székbe elűzött elődjét, Ignatioszt.
- A szaracénok által ostromlott Raguza Baszileiosztól kér segítséget.
- Novemberben meghal Miklós pápa. Utódjául a 75 éves II. Adorjánt választják.[1]
- Kopasz Károly nyugati frank király békét köt Salomon breton herceggel, akinek átengedi a Cotentin-félszigetet, cserébe vazallusi esküjéért. Salomon korábbi szövetségese, a viking Hastein kifosztja Bourges-t.
- Az egymással vetélkedő Ælla és Osberht northumbriai királyok kibékülnek és közösen próbálják kiűzni a vikingeket a fővárosból, Yorkból, de vereséget szenvednek. Osberht elesik, Ællát pedig elfogják. A vikingek egyik vezetője, Csontnélküli Ivar (akinek apját, Ragnar Lodbrokot állítólag Ælla végeztette ki) saját kezűleg, "vérsassal" öli meg a királyt.
- A vikingek egy bábkirályt, Ecgberhtet ültetik a northumbriai trónra, hogy beszedje nekik az adókat. Ezután betörnek Merciába és elfoglalják Nottinghamet.
- I. Bořivoj (a Přemysl-dinasztia első, történelmileg igazolható tagja) a csehek fejedelmévé kiáltja ki magát.

## Születések
- I. István, konstantinápolyi pátriárka
- Li Szi-jüan, a kínai Kései Tang-dinasztia császára

## Halálozások
- március 21. - Ælla, northumbriai király
- március 21. - Osberht, northumbriai király
- szeptember 24. – III. Mikhaél, bizánci császár
- november 13. – I. Miklós, római pápa[1]

## Fordítás
- Ez a szócikk részben vagy egészben  a(z)   867 című angol Wikipédia-szócikk ezen változatának fordításán alapul.  Az eredeti cikk szerkesztőit annak laptörténete sorolja fel. Ez a jelzés csupán a megfogalmazás eredetét és a szerzői jogokat jelzi, nem szolgál a cikkben szereplő információk forrásmegjelöléseként.